# Pero vulpecula
Pero vulpecula là một loài bướm đêm trong họ Geometridae.